# フライバーノ
フライバーノ（伊: Flaibano）は、イタリア共和国フリウリ＝ヴェネツィア・ジュリア州ウーディネ県にある、人口約1,100人の基礎自治体（コムーネ）。

## 地理

### 位置・広がり

#### 隣接コムーネ
隣接するコムーネは以下の通り。括弧内のPNはポルデノーネ県所属を示す。
- コゼアーノ
- ディニャーノ
- サン・ジョルジョ・デッラ・リキンヴェルダ (PN)
- セデリアーノ
- スピリンベルゴ (PN)

### 気候分類・地震分類
フライバーノにおけるイタリアの気候分類 (it) および度日は、zona E, 2331 GGである。
また、イタリアの地震リスク階級 (it) では、zona 2 (sismicità media) に分類される。

## 姉妹都市
- Bettembourg、ルクセンブルク
- Valpaços、ポルトガル